# 雄谷英一
雄谷 英一（おたに えいいち、1957年 - ）は、日本の実業家、株式会社ミュージックバード代表取締役社長。

## 人物・経歴
1957年生まれ。1980年3月、立教大学経済学部卒業。2009年2月、株式会社ミュージックバード常務取締役コンテンツ事業部長。2016年6月、同社代表取締役社長。
ミュージックバードは全国各地のコミュニティFM局が活用できるパーソナリティを起用したオリジナルのラジオ番組を衛星で配信するが、2022年現在、全国各地には330余りのコミュニティFM局があり、その約半数の局が同社の配信する番組を放送に活用している。経営者として、コミュニティFMの持つ市区町村の地域に根差した役割を重視し、地域情報や防災情報の配信を進め、地域活性化に取り組んでいる。また、地方のラジオ局の運営や開局サポートも行い、ビジネス面においても支援体制を構築している。